# يوم الصفقة
يوم الصفقة هو يوم من أيام العرب في الجاهلية، انتقم فيه الفرس من بني تميم لنهبهم بعير كسرى إلى اليمن. وقد حرض هوذة بن علي الحنفي كسرى بالانتقام منهم لثأر بينه وبينهم قديم.

## البداية
بعث كسرى أنو شروان إلى عامله باليمن بعير تحمل شجراً للقسي والسهام، وكانت عير كسرى يحميها المقاتلون من المدائن حتى تدفع إلى النعمان بن المنذر بالحيرة، والنعمان يحميها من بني ربيعة حتى تدفع إلى هوذة بن علي الحنفي باليمامة، فيحميها حتى يخرجها من أرض بني حنيفة، ثم تدفع إلى بني تميم، وتجعل لهم جعالة – أي مكافأة – فتسير بها إلى أن تبلغ اليمن، وتسلم إلى عمال كسرى باليمن.
ولما بعث كسرى بهذه العير ووصلت إلى اليمامة قال هوذة بن علي للأساورة الذين يرافقونها: انظروا الذي تجعلونه لبني تميم فأعطونيه، وأنا أكفيكم أمرهم، وأسير بها معكم حتى تبلغوا مأمنكم. وخرج هوذة والأساورة والعير معهم من هجر، حتى إذا كانوا بنطاع – واد باليمامة – بلغ بني تميم ما صنع هوذة، فساروا إليهم وأخذوا ما كان معهم، واقتسموه وقتلوا عامة الأساورة وسلبوهم، وأسروا هوذة بن علي، فاشترى هوذة نفسه بثلاثمائة بعير، فساروا معه إلى هجر، وأخذوا منه فداء.

## هوذة مع كسرى
عمد هوذة بعد ذلك إلى الأساورة الذين أطلقهم بنو تميم – وكانوا قد سلبوا – فكساهم وحملهم، ثم انطلق معهم إلى كسرى، فدخل عليه وقص عليه أمر بني تميم وما صنعوا، فدعا كسرى بكأس من ذهب فسقاه فيها، وأعطاه إياها، وكساه قباء ديباج منسوجاً بالذهب واللؤلؤ، وقلنسوة قيمتها ثلاثون ألف درهم، ودعا بعقد من در فعقد على رأسه. ثم إنه سأله عن ماله ومعيشته فأخبره أنه في عيش رغد، وأنه يغزو المغازي فيصيب، فقال له كسرى: كم ولدك ؟ قال: عشرة، قال: فأيهم أحب إليك؟ قال: غائبهم حتى يقدم، وصغيرهم حتى يكبر، ومريضهم حتى يبرأ. قال كسرى: الذي أخرج منك هذا العقل حملك على أن طلبت مني الوسيلة، ثم قال: يا هوذة، رأيت هؤلاء الذين قتلوا أساورتي وأخذوا مالي، أبينك وبينهم صلح؟ قال هوذة: أيها الملك، بيني وبينهم حساء الموت، وهم قتلوا أبي، فقال كسرى: قد أدركت ثأرك، فكيف لي بهم؟ قال هوذة: إن أرضهم لا تطيقها أساورتك وهم يمتنعون بها، ولكن احبس عنهم الميرة، فإذا فعلت ذلك بهم سنة أرسلت معي جندا ًمن أساورتك، فأقيم لهم السوق، فإنهم يأتونها، فتصيبهم عند ذلك خيلك.

## انتقامكسرى انو شروان
فعل كسرى قال له هوذة، وحبس عنهم الميرة في سنة مجدبة، ثم أرسل إلى هوذة فأتاه، فقال: إيت هؤلاء فاشفني منهم واشتف، وأرسل معه ألفاً من الأساورة بقيادة رجل يقال له المكعبر، فساروا حتى نزلوا المشقّر – حصن حياله حصن يقال له الملحم وبينهما نهر- من أرض البحرين، ثم أقام هوذة بن علي سوقاً بالمُشَقّر فبعث إلى بني حنيفة ليمتاروا منها فأتوه فدنوا من حيطان المشقر، ثم نودي: إن كسرى قد بلغه الذي أصابكم في هذه السنة، وقد أمر لكم بميرة، فتعالوا فامتاروا. فانصب عليهم الناس وكان أعظم من أتاهم من سعد.
فجعلوا إذا أتوا إلى باب المشقر أدخلوا رجلاً رجلاً، حتى يذهب به إلى المكعبر فتضرب عنقه، وقد وضع سلاحه قبل أن يدخل، فإذا مر رجل من بني تميم بينه وبين هوذة إخاء أو رجل يرجوه قال للمكعبر: هذا من قومي فيخليه له، فنظر خيبرى بن عبادة إلى قومه يدخلون ولا يخرجون، فقال: ويلكم! أين عقولكم؟ فوالله ما بعد السلب إلا القتل، وتناول سيفاً، وضرب سلسلة كانت على باب المشقر، فقطعها وقطع يد رجل كان واقفاً بجانبها، فانفتح الباب، فإذا الناس يقتلون، فثارت بنو تميم.
فلما علم هوذة أن القوم قد نذروا به كلم المكعبر في مائة من خيارهم، فوهبهم له يوم الفِصح. فكان هذا اليوم من أسوأ الكوارث التي مني بها بنو تميم وقد قتل منهم جمعا كبيرا.
وفي ذلك يقول الأعشى يمدح هوذه :
سائل تميما به أيام صفقتهم
لما رآهم أسارى كاهم ضرعا
وسط المشقر في غبراء مظلمة
لا يستطيعون بعد الضر منتفا
فقال للملك أطلق منهم مائة
رسلا من القول مخفوضا وما رفعا
ففك عن مائة منهم إسارهم
وأصبحوا كلهم من غلة خلعا
بهم تقرب يوم الفصح ضاحية
يرجو الإله بما أسدى وما صنع
فلا يرون بذاكم نعمة سبقت
إن قال قائلها حقا بها وسعا